# ويليس آدامز
ويليس آدامز (بالإنجليزية: Willis Adams)‏ هو لاعب كرة قدم أمريكية أمريكي، ولد في 22 أغسطس 1956 في فايمار في الولايات المتحدة.